# Cyberpunk (альбом)
Cyberpunk — концептуальный студийный альбом английского рок-музыканта Билли Айдола, выпущенный на лейбле Chrysalis Records в 1993 году. Музыкант проявлял интерес к новым технологиям и первым попыткам использовать компьютер для создания музыки, а за основу альбома взял киберделическую субкультуру конца 80-х — начала 90-х годов. Чрезвычайно экспериментальный по своей сути, альбом стал попыткой Билли Айдола взять контроль над созданием дисков, выходящих под его именем, и одновременно показал поклонникам и музыкантам возможности компьютера при написании песен.
Для альбома характерно повествование в стиле киберпанк, синтез речи и влияние техно-музыки. Несмотря на то, что «Cyberpunk» провалился как в финансовом плане, так и в плане принятия критиками, Билли Айдол стал первой звездой мейнстрима, которая использовала необычные способы продвижения своего альбома, такие как Интернет, электронная почта и интернет-сообщества. Стиль самого Билли Айдола, его концертных выступлений и музыкальных клипов стали переплетаться с эстетикой киберпанка.
«Cyberpunk» стал первым диском, в буклете которого был указан электронный адрес исполнителя: idol@well.sf.ca.us, который на данный момент неактивен. Альбом, релиз которого повлёк за собой резкую критику, разделил интернет-сообщества на два клана: участники первого считали, что деятельность музыканта подчинилась цели извлечения прибыли; приверженцы второго были воодушевлены новыми интересами Билли Айдола в области киберпанка и думали, что автор действует из лучших побуждений.

## Концепция
В период издания альбома Charmed Life Билли Айдол попал в аварию на своём мотоцикле и сломал ногу. Во время интервью музыкальный журналист Легс МакНейл (англ. Legs McNeil) увидел на ноге певца миостимулятор и назвал Билли «киберпанком». После этого Айдол серьёзно заинтересовался работами фантаста Уильяма Гибсона, один из романов которого он впервые прочитал ещё в середине 80-х. В течение нескольких месяцев Билли погрузился в изучение данной темы и ознакомился с произведениями Нила Стивенсона, Роберта Уилсона и других писателей этого жанра.
Я избавился от всего, что сковывало меня в прошлом.
Я искал путь из тупика, в который попал, ведь он мне 
до смерти осточертел.
Примерно в это же время Билли Айдол начал работать над созданием музыки вместе с Трэвором Рэбином и прервал отношения с продюсером Кейтом Форси. Рэбин пригласил Айдола в свою домашнюю студию, центром которой был Macintosh с установленными на нём программами для создания музыки. Возможность самостоятельно писать музыку дома, без выезда на профессиональную студию, прекрасно подходила к девизу «сделай сам», которого придерживался Билли. Он чувствовал, что работа с группой продюсеров и музыкальных инженеров не давала сделать ему предыдущие альбомы такими, какими он их видел. Желая отныне самостоятельно контролировать процесс записи, Айдол попросил Робина Хэнкока обучить гитариста Марка Смита младшего, с которым работал, и его самого основам компьютерных программ для создания музыки.
Интерес Билли Айдола к научной фантастике и новым технологиям всё возрастал, что привело к тому, что музыкант решил сделать основой будущего альбома концепцию киберпанка. Вскоре стало известно, что Билли погрузился в изучение киберделической культуры. Айдол предвидел будущую взаимосвязь музыкальной индустрии и доступного программного обеспечения и ждал, какое влияние она окажет на новую эру самодельной панк-музыки. «Сейчас 1993 год», — сказал музыкант в интервью для The New York Times. «Я лучше пробужусь и стану частью всего этого. Я, панк времён 1977 года, сижу тут и смотрю, как Кортни Лав и Nirvana рассуждают о панк-музыке. Это будет моим ответом».

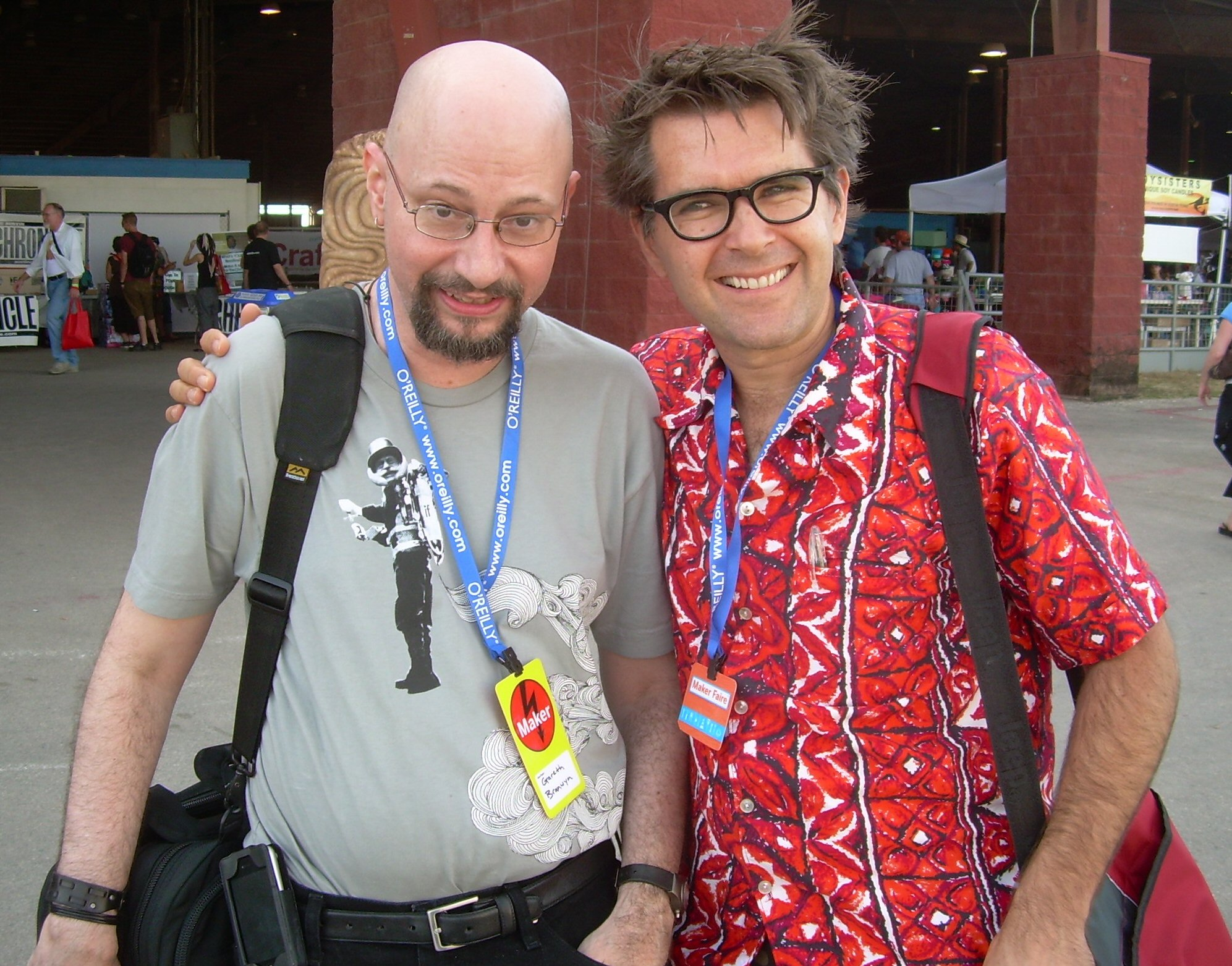
Гарет Бренвин и Марк Фронфелдер

После прочтения манифеста Гарета Брэнвина (англ. Gareth Branwyn) под названием «Есть ли киберпанк-движение?», Айдол обратился к автору за разрешением использовать в своём будущем альбоме его эссе. Музыкант также ознакомился с другими эссе Бренвина, которые в целом можно было назвать «самоучителями для будущего». Помимо этого Айдол консультировался с различными писателями, которые были хорошо знакомы с тематикой компьютерных журналов, таких как «Mondo 2000» и «Boing Boing». В завершении Билли организовал кибер-встречу, участниками которой стали знаменитый гуру контркультуры Тимоти Лири, автор книг, выпущенных на дисках со штампом «Electronic Hollywood» — Хайме Леви (англ. Jaime Levy), соучредитель «Mondo 2000» — Сириус (англ. R. U. Sirius ) и режиссёр фильма «Газонокосильщик» Леонард Бретт.
Билли Айдол попросил Бренвина и Фронфелдера посоветовать ему ресурс, с помощью которого он бы мог изучить киберкультуру более углублённо, и они посоветовали ему одно из старейших интернет-сообществ «Well». Музыкант последовал совету: открыл обсуждение своего будущего альбома и зарегистрировал собственный электронный адрес, который также указал в рекламе ожидаемого релиза. Также Билли написал несколько постов в Usenet. Позже в интервью MTV News Билли объяснил своё увлечение интернет-продвижением: «Это значит, что я могу быть на связи с миллионами людей, только по своим собственным правилам».

## Запись
«Cyberpunk» был записан на домашней студии Билли Айдола в Лос-Анджелесе, которая была создана на основе компьютера «Macintosh» и соответствующего программного обеспечения. Среди большого числа звукозаписывающих программ использовались «Studio Vision» от компании Opcode Systems, and «Pro Tools» от Digidesign. Позже Айдол припомнил, что начало записи совпало с массовыми беспорядками: «Мы только что установили компьютер в моей комнате, а над ним было окно с обзором на весь город. И повсюду горел огонь. Дым струился над целым городом. Лос-Анджелес был в огне. Тогда я просто сел и написал текст, а после этого пропел его три раза. То, что вы слышите на моём сингле „Shock to the System“ — это мой репортаж с места происшествия». В интервью для немецкой передачи Билли сказал, что альбом начался с бунта, так что его действительно можно отнести к жанру рок-н-ролла.
Айдолу, на которого идея самостоятельной работы над «Cyberpunk» произвела сильное впечатление, потребовалось всего лишь десять месяцев для записи, тогда как на создание предыдущих двух альбомов ушло восемь лет. Работа с компьютерными технологиями позволила Айдолу на время меняться местами с гитаристом Марком Смитом и звукорежиссёром Робином Хэнкоком, поэтому музыкант часто сравнивал процесс создания альбома с подходом гаражного рока. К основному трио музыкантов для записи тех или иных треков иногда приглашались другие. В особенности Айдол выделял вклад ударника Тола Бергмана и басиста Дага Уимбиша, который записал свои партии на студии в Нью-Йорке и отправил их в Лос-Анджелес.

## Тематика
«Cyberpunk» ознаменовал отход Билли Айдола от его привычного стиля дэнс-панк. Между песнями были добавлены звуковые эффекты и переходы с начитанным текстом, чтобы создать линейное повествование, в результате чего «Cyberpunk» стал концептуальным альбомом. Карен Скумер (англ. Karen Schoemer) из «New York Times» прокомментировал, что альбом со своими шумными техно-барабанами, пронзительными гитарными риффами, компьютерными семплами с речью и песнями вроде «Power Junkie» является интерпретацией кибер-культуры от Билли Айдола.
На нас с Билли действительно сильно повлиял роман «Нейромант».
Нам обоим нравились эти суждения и технологии. Билли очень хотел
 создать что-то параллельное этому миру.
Когда Айдола спросили, почему он решил сменить привычный для него стиль музыки, он ответил, что пытался привнести технологии и в прошлые работы, но оборудование 70-х и 80-х годов слишком ограничивало его способности. С появлением новых компьютерных технологий 90-х годов Айдол решил внести долгожданные перемены в свой стиль. Билли утверждал, что эти технологии будут иметь важное значение в будущем музыкальной индустрии и, цитируя Гарета Брэнвина, называл компьютер «новым крутым инструментом».
Тем не менее Айдол был не согласен называть альбом «компьютеризированным» по той причине, что при создании не использовалось ничего, что не могло бы быть сделано с помощью простого оборудования, и компьютер просто ускорил и облегчил процесс записи. Билли считал вклад самих музыкантов более важным, чем использование компьютерных технологий и думал, что альбом впитал в себя дух гаражного рока, бурю и натиск, найденные в рок-музыке, что впоследствии было оформлено в цифровом виде. Таким образом, он считал, что «Cyberpunk» более правильно будет называть рок-альбомом, а не техно. Позже Билли согласился с ведущим, который брал у него интервью, что тематика альбома и процесс его создания сильно опередили время.

### Взгляд в будущее
Интернет всегда был мне интересен. Он («Cyberpunk») действительно 
был связан с эффектом, который Интернет мог оказать на всех нас.
Айдол очень любил делиться своими размышлениями на тему будущего киберкультуры и её влияния на музыкальную индустрию: «Вы используете самые что ни на есть экстремальные и сырые идеи, но с применением технологий высокого класса…возможно, это то, что в скором времени произойдёт или, на самом деле, это то, что происходит сейчас — ведь так мы и делали этот альбом». Билли Айдол предсказал, что в будущем Интернет и компьютер позволят музыкантам проводить дешёвую и эффективную запись своих произведений на домашней студии, что даже находясь на мировом турне, они смогут рассылать свои треки продюсерам, а также смогут общаться с фанами и критиками. Билли также надеялся, что возможность самостоятельной работы над альбомом позволит сырой форме рок-музыки сохранить свою значимость несмотря на то, что в начале 90-х годов Америку покорил стиль гранж. «Компьютер может всё…Если хочешь проиграть музыку задом наперед — он сделает это в один момент. Это в некотором смысле мой ответ гранжу. Я знаю, что можно использовать современные технологии, чтобы снова привнести сырость в музыку».

### Мода

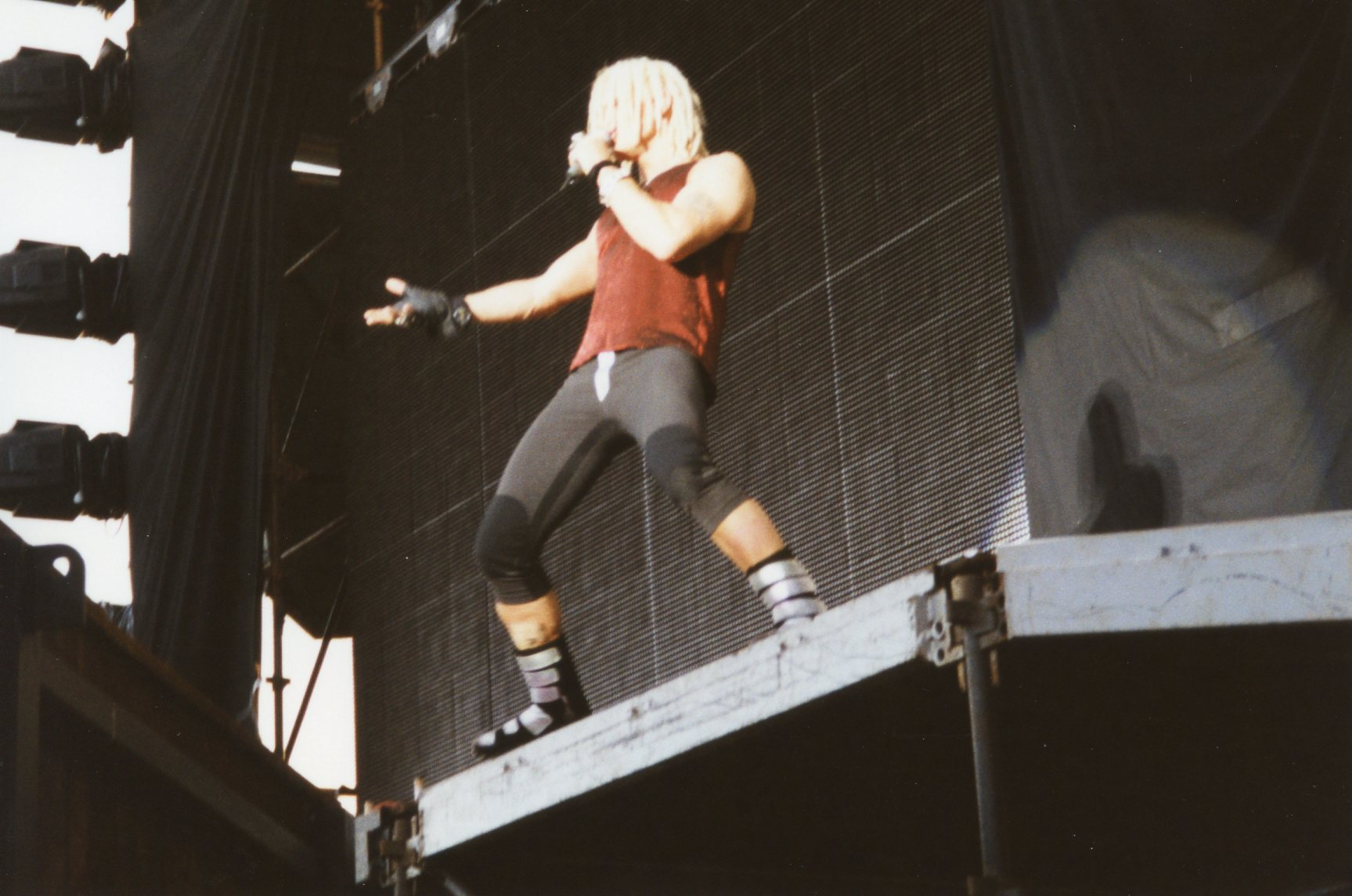
Айдол на выступлении в Milton Keynes, 1993 год

24 сентября Билли Айдол принял участие в показе мод Жан-Поля Готье. Событие, известное как «Жан-Поль Готье в Лос-Анджелесе», было направлено на борьбу со СПИДом. Айдол в чёрных солнцезащитных очках позировал в кожаной куртке и штанах под ещё не выпущенную в свет песню «Neuromancer». Это совпало с его решением изменить стиль с тем, чтобы соответствовать эстетике альбома. Музыкант отрастил дреды и стал носить блестящую одежду от художника-модельера из Нью-Йорка Стефана Спрауза.

### ПО на специальном издании
При первоначальном знакомстве с киберпанк-культурой Билли заказал у Гарета Бренвина его работу под названием «Beyond Cyberpunk!». Позже музыкант включил похожий материал в специальное диджипак-издание диска. Автор предложил Айдолу свои услуги в качестве промоутера альбома. Пока менеджмент Билли Айдола рассматривал это предложение, сам музыкант приобрел произведение Хайме Леви, которая в то время была автором и издателем единственного в мире журнала на дискете «Electronic Hollywood». Журнал произвёл на Айдола большое впечатление, и музыкант предложил Леви участвовать в создании альбома. Теперь предложение Бренвина было отклонено и работу получила Леви, которой Айдол дал основную фонограмму альбома, ещё не записанную на CD-носитель. Хайме могла включать в запись всё, что ей было угодно: Билли беспокоился только о том, чтобы жанр киберпанк был представлен на диске в максимальных объёмах.
Включенная в специальное издание альбома дискета-пресс-релиз под названием «Киберпанк Билли Айдола» стала первой в своём роде. На неё были записаны иллюстративный материал, куски семплов, биография от Марка Фронфелдера, тексты песен и библиография по теме киберпанка от Гарета Бренвина. Фронфелдер даже появился на новостях по MTV, чтобы рассказать о содержимом дискеты. EMI/Chrysalis рассматривали возможность переиздания альбома с CD-ROM диском в случае удачных продаж. В это время CD-ROM был очень дорогостоящим носителем, так что осуществление задуманных планов стало бы революционным для музыкальной индустрии. Однако из-за финансового провала альбома его переиздание на этом носителе так и не состоялось.

### Графический дизайн
Прочитав статью Марка Фронфельдера в журнале «Boing boing», Айдол нанял его для работы над обложкой альбома с использованием графического дизайна. Для создания обложки Марк использовал редактор Adobe Photoshop, а Айдол во время работы вносил свои предложения. Первый вариант обложки стал и последним. После того, как образ был придуман, потребовалось пять минут работы за личным компьютером Айдола, чтобы получить результат.

### Тур «No Religion»
В поддержку альбома в 1993 году Айдол запустил концертный тур «No Religion», название которого было взято из текста песни «Wasteland». Сцена, на которой выступала группа, была оформлена в соответствии с эстетикой альбома. Также было подготовлено специальное видеосопровождение к концертам. Тур прошёл по 11 странам Европы и состоял из 19 выступлений. Первый концерт был проведён 18 августа в Берлине, последний — 20 сентября в Лондоне, — транслировался по телевидению.
Айдол хотел привнести что-то новое в рок-концерты, пытаясь улучшить освещение и мастерство режиссёров. «Частично идея заключается в том, чтобы создать элемент визуального языка», — объяснял музыкант в интервью New York Times, — «так, чтобы вы чувствовали, будто говорите с помощью изображений. Думаю, следует подумать о том, какими будут рок-концерты в будущем. Мы работаем и в этом направлении и используем технологию по максимуму».

### Видеоклипы
К трём из четырёх выпущенных синглов были сняты видеоклипы: «Heroin», «Shock to the System» и «Adam in Chains». К четвёртому «Wasteland» видео не создавалось. Идея клипа «Shock to the System» возникла после массовых беспорядков в Лос-Анджелесе 1992 года. В интервью для новостей MTV Айдол говорил, что изначально к песне были написаны другие слова, но после того как произошёл бунт, он сразу переписал текст. Тем самым Билли пытался найти политические и экономические причины этого события. Айдолу пришла в голову идея, что видеокамера — убедительный способ передачи мыслей, и музыкант использовал этот образ как метафору участия технологии в бунте.
Действия видеоклипа разворачиваются в мрачном будущем, контролируемом кибер-копами. Человек снимает на видеокамеру, как кибер-копы избивают мужчину, но вдруг они замечают его, и он также становится их жертвой. Камера разбивается, и главный герой лежит без сознания, в то время как копы уходят, чтобы подавить бунт в другом месте города. После этого камера сливается с героем, и он становится киборгом, возглавляет бунт и ведёт восставших к победе.
Внешний вид Айдола был создан с использованием метода кукольной мультипликации. Стэнли Уинстон, ранее работавший над «Терминатором» и «Парком Юрского периода», наблюдал за процессом съёмок клипа и привнёс спецэффекты. В 1993 году клип номинировался на MTV Video Music Awards как «лучшее видео со спецэффектами» и «лучший монтаж», но уступил работе Питера Гэбриэла «Steam».
Режиссёром клипа на песню «Adam in Chains» стал Жульен Темпл. По сюжету клипа учёные изучают Айдола, сидящего в кресле. Перед тем как погрузиться в гипнотическое состояние, он испытывает боль, но через некоторое время переходит в виртуальную реальность. В его сознании возникает неземная фантазия с образами воды. В конце клипа фантазия покидает Билли, его тело начинает биться в конвульсиях. Учёные заканчивают свой эксперимент, Айдол возвращается в реальный мир и теряет сознание.

### «Cyberpunk: Shock to the System»
Для продвижения альбома также была выпущена VHS-кассета под названием «Cyberpunk: Shock to the System». В неё вошла режиссёрская версия клипа «Shock to the System», небольшой документальный фильм о его создании и ещё два клипа: «Heroin» (Overlords mix) and «Shock to the System». На обложке был изображён киборг-борец за свободу, которого сыграл Айдол в клипе «Shock to the System», и были написаны строки, описывающие историю мрачного мира высоких технологий и восстаний.
| Cyberpunk: Shock to the System                   | Cyberpunk: Shock to the System |
| Части                                            | Длительность                   |
| ------------------------------------------------ | ------------------------------ |
| Shock to the System (Director’s Cut)             | 3:33                           |
| Shockumentary: The Making Of Shock to the System | 9:22                           |
| Heroin: «Blendo»                                 | 7:48                           |
| Shock to the System: «Blendo»                    | 3:33                           |
| Общее время                                      | 24:16                          |

## Релиз
Перед релизом альбома в средства массовой информации попало несколько вещей. Первая и самая важная — дискета, положенная в разноцветную папку с логотипом группы на передней стороне и контактной информацией сзади. Для журналистов, не имеющих возможность открыть дискету на компьютере, было предоставлена биография на бумажном носителе. Также прилагались три чёрно-белые фотографии. Две были сделаны фотографом Питером Грэвилом (англ. Peter Gravelle), и одна была получена с помощью оцифровки видео «Heroin».
По мере того как мы вступаем в новое тысячелетие, наука и технологии становятся новыми орудиями перемен. И кто, если  не Билли Айдол, подготовит нас к этой битве лучше всего?
Билли Айдол настаивал на том, чтобы журналисты ознакомились с культурой киберпанка. Однако вскоре выяснилось, что он сам не настолько погружен в её изучение, сколько об этом было разговоров. Уильям Гибсон в одном из интервью рассказал, что Билли сделал обязательным условием прочтение «Нейроманта» перед тем, как он согласится на интервью. После того, как журналисты прочитали произведение, выяснилось, что сам музыкант не был знаком с его содержанием. На это Билли ответил, что ему это не было нужно, и он просто «пропустил роман через себя».
После релиза альбом не попал в двадцатку лучших ни в США, ни в Великобритании. 17 июля 1993 года «Cyberpunk» занял 48 строчку в чартах Billboard и через семь недель упал на 192-ю. В Австрии альбом добрался на пятого места, а в Швейцарии — пятнадцатое.

### Критика
| Оценки критиков      | Оценки критиков |
| Источник             | Оценка          |
| -------------------- | --------------- |
| Allmusic             | [ 25 ]          |
| Entertainment Weekly | B+              |
| Роберт Критсгау      | C-              |
| Rolling Stone        | [ 28 ]          |
| Spin                 | [ 29 ]          |

Критики восприняли альбом по-разному. Те, кто придерживался негативной оценки говорили, что альбом очень претенциозный и упрекали Айдола в том, что он безрассудно пытается следовать за новыми тенденциями. Обозреватель Allmusic Стефан Томас Эрлвайн определил альбом как неудачную попытку Айдола переделать себя на лад 90-х годов; он отметил, что содержание альбома очень раздуто претенциозными речами, семплированными диалогами и недоделанными песнями.
Ира Робинс из газеты «Newsday» также скептически охарактеризовала «Cyberpunk». По её мнению, альбом мало отличается от предыдущих работ Айдола за исключением добавления клавишных партий, которые придают музыке нервный ритм стиля техно-рейв. Также она считает, что звучание альбома отражает «слишком далеко зашедшую науку».
Мануэль Эспарса из «The Daily Cougar» написала более нейтральное обозрение, в котором она хвалила некоторые элементы альбома, такие как трек «Shangrila», использование эффектов «эхо» и талант Айдола как вокалиста. Однако она также утверждала, что одни и те же технологии применяются на очень большом количестве песен, и критиковала альбом за слабые тексты. Пол Гиангиордано из «The Daily Collegian» назвал «Cyberpunk» слабой попыткой сделать альбом, имеющий отношение к социальным проблемам: «в альбоме есть положительный посыл, единственная проблема заключается в том, что техно плюс музыка ранних 80-х вызывают сильное зевание, особенно когда они сопровождаются скучными текстами».

### Мнение субкультуры
Перед релизом «Cyberpunk» у Айдола спросили, является ли его интерес к субкультуре подлинным, или он просто пытается сделать себе новый имидж. Музыкант ответил, что действительно интересуется киберпанком, и ему всё равно, что будут о нём думать другие. Однако большинство интернет-сообществ рассматривали мотивы Айдола либо с подозрением, либо с открытой враждебностью. На электронный ящик музыканта в сообществе «Well» приходили гневные письма и спам. Обвинения были небеспочвенными, ведь до сих пор Айдол печатал на компьютере двумя пальцами и пользовался пометками для того, чтобы выйти в Интернет.
В свою защиту Айдол сказал, что до сих пор пытается освоить компьютерные технологии и сравнил это с тем, как панк пытается сделать всё возможное в музыке, даже когда ему это очень сложно. Также Билли привел в пример то, что Уильям Гибсон не обладал компьютерной грамотностью, когда писал «Нейроманта». «Я многого не понимаю в компьютере, но я хочу учиться. У меня есть компьютер и модем, и я пытаюсь это делать. Иногда захожу в тупик, но всё же продолжаю идти дальше». Также Айдол подвергся критике за использование названия всего движения в качестве заглавия альбома. На это музыкант ответил, что он ничего не пытается себе присвоить, и название «Cyberpunk» — это ода всей субкультуре.
Бренвин встал на защиту подлинности интереса Айдола: «Билли проявляет подлинный интерес к субкультуре, и движение вдохновляет его. Как и все мы, он хочет выразить это в своей работе, которая воплощается через поп-музыку.[…]В конце концов доступ к информации должен быть свободным, не правда ли?». Фронфельдер также заступился за музыканта, подчеркнув фальшь интернет-сообщества «Well» и беспочвенность конфликта. «Это всё 16-17-летние киберпанки, которые боятся, что все научатся их секретным рукопожатиям или чему-то вроде этого».
Обозреватель «PC/Computing» Пен Джиллет признала, что Билли не очень хорошо разбирается в компьютере, но добавила, что это не относится к существу спора: «Есть искушение назвать его позёром, но не в этом дело. […] Он не позёр, он фанат компьютеров и сам не претендует на большее. […] Он фанат не потому, что может писать коды, а потому что знает о том, что сейчас всё происходящее вокруг связано с компьютерами».
Всё же альбом «Cyberpunk» до сих пор считается попыткой музыканта разрекламировать себя. Марк Дери в своей книге «Скорость убегания: киберкультура на рубеже веков» написал, что Айдол надругался над субкультурой. В 1995 году у писателя Джека Баулвера на встрече сотрудников журнала «Mondo 2000» спросили, когда умер киберпанк, и он ответил, что с выходом альбома Билли Айдола".
Известный критик Роберт Кристгау объяснил, почему он считает, что заинтересованность Айдола киберкультурой была связана с желанием заработать денег. «Даже если его интерес был вызван долларами, которые он видел везде, где встречал надпись „панк“, это уже предвестник провала любой хорошей идеи. Это рано или поздно касается всех людей, которые по-настоящему не связаны с предметом». В отличие от других критиков, Роберт признавал подлинный интерес музыканта к субкультуре, но объяснял проблему тем, что Айдол не понимал самой концепции.

### Переиздание
Несмотря на преобладание негативных обзоров, альбом был переиздан 22 августа 2006 года лейблом Collectables Records. В это издание не вошли мультимедийные продукты и специально для него была сделана новая обложка.

## Влияние
После провала «Cyberpunk» Айдол долгое время не выпускал сольных студийных работ, однако это было вызвано не столько провалом альбома, сколько недовольством продюсеров Chrysalis Records. За эти годы Айдол написал саундтреки к фильмам «Скорость» и «Тяжёлый металл 2000», лечился от наркозависимости, собрал новую группу с гитаристом Стивом Стивенсом и в 2005 году реанимировал сольную карьеру, выпустив альбом Devil’s Playground, но при этом никогда не возвращался к стилю альбома «Cyberpunk». Лишь в 2015 году песня «Shock to the System» вновь зазвучала на концертах Билли. Она же является единственной с «Cyberpunk», включаемой в сборники его лучших песен.
Сам Айдол дважды прокомментировал провал «Cyberpunk». В 1996 году в интервью для собственного веб-сайта он сказал, что альбом записывался в домашних условиях и подразумевался как «альтернативная запись», которую не очень позволяют делать. После этого он добавил, что больше никогда не будет работать в этом стиле. В интервью 2005 года музыкант объяснил, что перед созданием «Cyberpunk» у него родилась идея записи супер-андеграундного альбома, которую в то время никто не понял.

## Список композиций
Слова и музыка всех песен — Билли Айдол и Марк Янгер-Смит, кроме указанных отдельно.
| №                   | Название                                                                             | Автор(ы)                                            | Длительность |
| ------------------- | ------------------------------------------------------------------------------------ | --------------------------------------------------- | ------------ |
| 1.                  | «untitled (Intro. Monologue)» (под лицензией "Is There a Cyberpunk Movement?", 1992) | Гарет Бренвин (с дополнениями Айдола)               | 1:01         |
| 2.                  | «Wasteland»                                                                          |                                                     | 4:34         |
| 3.                  | «untitled (Pre-Shock)»                                                               |                                                     | 0:19         |
| 4.                  | «Shock to the System»                                                                |                                                     | 3:33         |
| 5.                  | «Tomorrow People»                                                                    |                                                     | 5:07         |
| 6.                  | «Adam in Chains»                                                                     | Айдол, Робин Хэнкок                                 | 6:23         |
| 7.                  | «Neuromancer»                                                                        | Айдол, Смит-младший, Хэнкок, Мекей-Смит, Грег-Стамп | 4:34         |
| 8.                  | «Power Junkie»                                                                       |                                                     | 4:46         |
| 9.                  | «untitled (That Which Beareth Thorns)»                                               |                                                     | 0:27         |
| 10.                 | «Love Labours On»                                                                    |                                                     | 3:53         |
| 11.                 | «Heroin»                                                                             | Лу Рид, Айдол                                       | 6:57         |
| 12.                 | «untitled (Injection)»                                                               |                                                     | 0:22         |
| 13.                 | «Shangrila»                                                                          |                                                     | 7:24         |
| 14.                 | «Concrete Kingdom»                                                                   |                                                     | 4:52         |
| 15.                 | «untitled (Galaxy Within)»                                                           |                                                     | 0:38         |
| 16.                 | «Venus»                                                                              |                                                     | 5:47         |
| 17.                 | «Then the Night Comes»                                                               |                                                     | 4:37         |
| 18.                 | «untitled (Before Dawn)»                                                             |                                                     | 0:25         |
| 19.                 | «Mother Dawn»                                                                        | Дурга МакБрум, Мартин Гловер                        | 5:03         |
| 20.                 | «untitled (Hold Me)»                                                                 |                                                     | 0:56         |
| Общая длительность: | Общая длительность:                                                                  | Общая длительность:                                 | 71:38        |

## Участники

### Главные участники

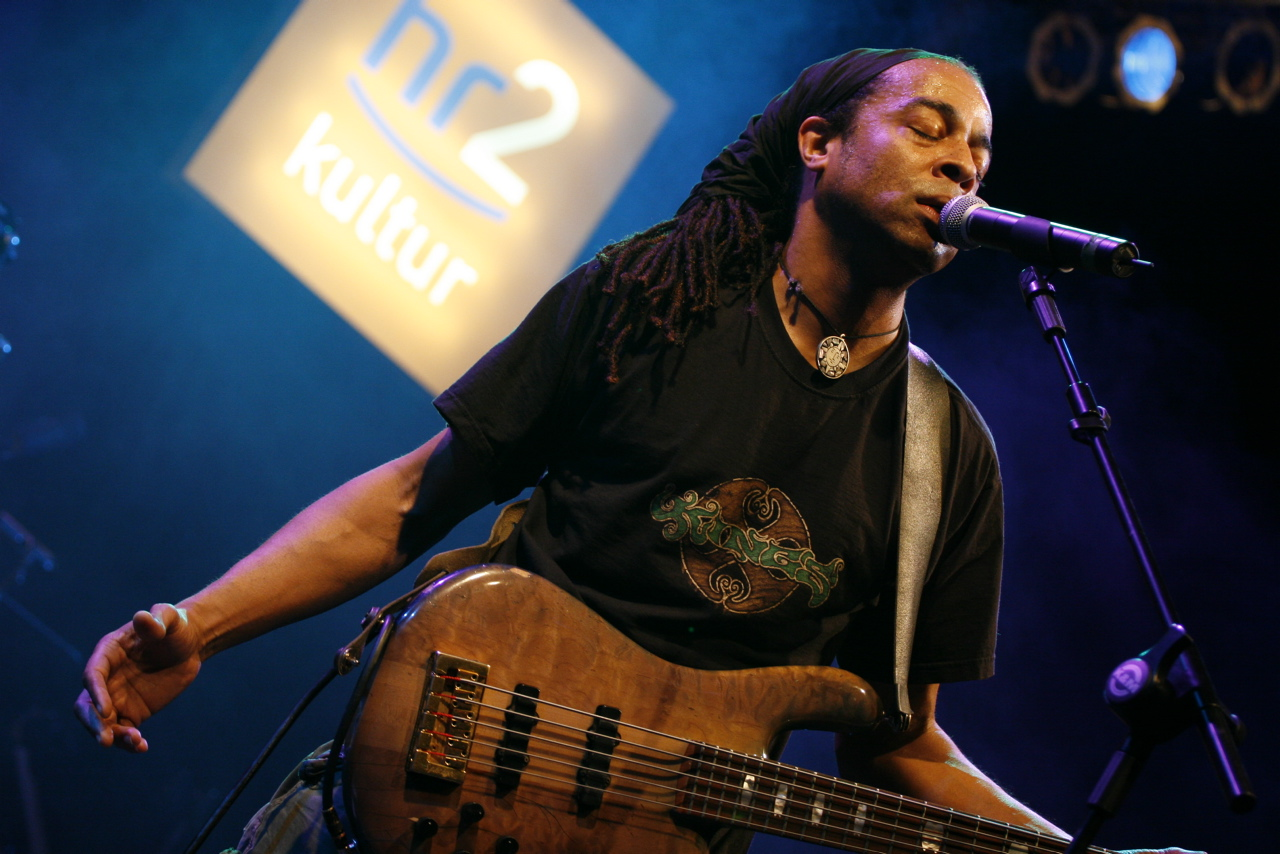
По словам Билли Айдола, басист Даг Уимбиш сделал большой вклад, несмотря на то, что не был одним из главных музыкантов.

- Билли Айдол — вокал, клавишные, программирование, аранжировки
- Марк-Смит младший — гитары, ситары, клавишные, программирование, аранжировки
- Робин Хэнкок — аранжировки, сведение, звукорежиссёр, программирование, клавишные

### Остальные
- Даг Уимбиш — бас-гитара
- Ларри Сеймур — бас-гитара
- Тол Бергман — ударные
- Дурга МакБрум — подпевки
- Карни Уилсон — подпевки
- Венди Уилсон — подпевки
- Джейми Мухоберак — орган, клавишные
- Стивен Маркуссен — мастеринг
- Эд Коренго — микширование
- Майк Баумгартнер — помощник звукорежиссёра, микширование
- Росс Дональдсон — звукорежиссёр
- Рон Дональдсон — звукорежиссёр
- Роберт Фараго — голоса, фразы
- Лондон Хенвуд — голоса, фразы
- Дэвид Вейс — перкуссия
- Хенри Маркес — арт-директор
- Майкл Дейл — дизайн
- Грэг Горман — фотографии
- Элизабет Санди — фотографии
- Бретт Леонард — фотографии
- Гвен Маллен — рендеринг
- Скот Хэмптон — рендеринг

### Не указанные на обложке
- Гарет Бренвин — консультирование
- Марк Фронфельдер — консультирование, графический дизайн
- Тимоти Лири — консультирование, сага на 15 песне
- Хайме Леви Рассел — продюсер (интерактивная область)

## Чарты

### Альбом
| Чарт           | Место в чарте |
| -------------- | ------------- |
| Billboard 200  | 48            |
| Swedish Top 60 | 11            |
| Dutch Charts   | 65            |
| Австрия        | 5             |
| Норвегия       | 19            |
| Швейцария      | 15            |
| Франция        | 29            |

| Песня                 | Места в чартах      | Места в чартах | Места в чартах     | Места в чартах                 | Места в чартах    | Места в чартах      | Места в чартах        | Места в чартах             |
| Песня                 | Hot Dance Club Play | USModern Rock  | USMain-stream Rock | Bubbling Under Hot 100 Singles | Aus-tralianTop 40 | FrenchSingles Chart | Swe-den Singles Chart | Swit-zerland Singles Chart |
| --------------------- | ------------------- | -------------- | ------------------ | ------------------------------ | ----------------- | ------------------- | --------------------- | -------------------------- |
| «Heroin»              | 16                  | -              | -                  | -                              | -                 | -                   | -                     | -                          |
| «Shock to the System» | -                   | 23             | 7                  | 5                              | 28                | 44                  | 25                    | 37                         |
| «Adam in Chains»      | -                   | -              | -                  | -                              | -                 | 5                   | -                     | -                          |
| «Wasteland»           | -                   | -              | -                  | -                              | -                 | -                   | -                     | -                          |